# Johannes Wilda

Johannes Wilda

Johannes Wilhelm Wilda (* 22. Februar 1852 in Breslau; † 9. Juli 1942 in Potsdam) war ein deutscher Journalist und Schriftsteller.

## Leben
Johannes Wilda war der Sohn des Juristen Wilhelm Eduard Wilda. Die Familie lebte ab 1854 in Kiel; Johannes Wilda besuchte das Gymnasium in Kiel, Plön und Meldorf. Nach dem Abitur strebte er eine Laufbahn als Marineoffizier an. Nachdem er als Fähnrich u. a. an mehreren überseeischen Expeditionen sowie am Deutsch-Französischen Krieg teilgenommen hatte, musste er jedoch wegen eines Hörschadens seinen Abschied nehmen.
Johannes Wilda absolvierte nunmehr ein Studium der Chemie am Polytechnikum Darmstadt, wo er auch Vorlesungen bei dem Literaturwissenschaftler Otto Roquette hörte. Wilda arbeitete anschließend als Chemiker und als Privatlehrer; seine Berufstätigkeit führte ihn u. a. nach Italien und in die Schweiz. Später war er journalistisch tätig und gehörte den Redaktionen verschiedener Presseorgane an (u. a. in Fürth, Nürnberg, Neumünster und Leipzig). Von 1893 bis 1897 war er leitender Redakteur des Literaturteils der "Illustrierten Frauenzeitung", eine Ergänzung zur Zeitschrift "Die Modenwelt". Seine engen Beziehungen zur Kaiserlichen Marine ermöglichten ihm die Teilnahme an mehreren Reisen auf den Schiffen Meteor und Möwe. Auf der Möwe reiste er um 1899 durch Teile der damaligen deutschen Kolonialgebiete in Papua-Neuguinea. Nachdem er zwischenzeitlich in Wernigerode und Övelgönne gelebt hatte, ließ er sich 1903 in Lübeck nieder. Während des Ersten Weltkriegs war Wilda Chefredakteur der Schleswiger Nachrichten.
Johannes Wilda veröffentlichte neben seinen journalistischen Arbeiten auch Reiseberichte über seine ausgedehnten Reisen zu Wasser und zu Lande sowie Romane und Erzählungen, die vorwiegend die Seefahrt zum Thema haben.

## Werke
- Auf hoher See und an der Küste, Halle a/S. 1877
- S.M.Y Meteor, Berlin 1902
- Von Hongkong nach Moskau, Altenburg 1902
- Reise auf S.M.S. "Möwe", Berlin 1903
- Amerika-Wanderungen eines Deutschen, Berlin
  - 1. In der Mitte des Kontinents, 1906
  - 2. Auf dem Kontinent der Mitte, 1907
  - 3. Im Süden des Kontinents der Mitte, 1907
- Kriegsflagge und Fischersegel, Hamburg
  - 1 (1907)
  - 2. Boots- und Bordnovellen, 1907
- Der Koptein, Reutlingen 1909
- Bei der Glockenboje, Berlin [u. a.] 1909
- Die Fluten kommen!, Berlin [u. a.] 1910 (zusammen mit Holger Drachmann)
- Konsul Godars Kinder, Leipzig 1910
- Ein Urlaub, Leipzig 1911
- Im Kurs der Leidenschaft, Reutlingen 1914
- Die Reise der Dodendorfs, Lübeck 1924

## Belege
1. ↑  Standesamt Potsdam-Babelsberg: Sterberegister. Nr. 238/1942.
2. ↑  Johannes Wilda: Reise auf S.M.S. "Möwe". Allgemeiner Verein für deutsche Literatur, Berlin 1903, S. 32.

| Personendaten    | Personendaten                                |
| ---------------- | -------------------------------------------- |
| NAME             | Wilda, Johannes                              |
| ALTERNATIVNAMEN  | Wilda, Johannes Wilhelm (vollständiger Name) |
| KURZBESCHREIBUNG | deutscher Journalist und Schriftsteller      |
| GEBURTSDATUM     | 22. Februar 1852                             |
| GEBURTSORT       | Breslau                                      |
| STERBEDATUM      | 9. Juli 1942                                 |
| STERBEORT        | Potsdam                                      |